# Chalcochiton holosericea
Chalcochiton holosericea är en tvåvingeart som först beskrevs av Fabricius 1794.  Chalcochiton holosericea ingår i släktet Chalcochiton och familjen svävflugor. Inga underarter finns listade i Catalogue of Life.